# Zarzecze (rejon maniewicki)
Zarzecze (ukr. Заріччя) – wieś na Ukrainie, w obwodzie wołyńskim, w rejonie maniewickim.